# Episodi di Praxis Bülowbogen (sesta stagione)
La sesta stagione della serie televisiva Praxis Bülowbogen è stata trasmessa in anteprima in Germania dalla Das Erste nel corso del 1996.
| nº | Titolo originale          | Titolo italiano | Prima TV Germania | Prima TV Italia |
| -- | ------------------------- | --------------- | ----------------- | --------------- |
| 1  | Spätes Glück              | inedito         | 1996              | inedito         |
| 2  | Die Bienenkönigin         | inedito         | 1996              | inedito         |
| 3  | Kein Herz und keine Seele | inedito         | 1996              | inedito         |
| 4  | L wie Libe                | inedito         | 1996              | inedito         |
| 5  | Ein Geständnis            | inedito         | 1996              | inedito         |
| 6  | Miese Tricks              | inedito         | 1996              | inedito         |
| 7  | Tödliches Dreieck         | inedito         | 1996              | inedito         |
| 8  | Einsame Menschen          | inedito         | 1996              | inedito         |
| 9  | Topfit                    | inedito         | 1996              | inedito         |
| 10 | Kurzschluss               | inedito         | 1996              | inedito         |
| 11 | Bäumchen wechsle dich     | inedito         | 1996              | inedito         |
| 12 | Auf der Kippe             | inedito         | 1996              | inedito         |
| 13 | Zurück zu den Wurzeln     | inedito         | 1996              | inedito         |